# Ptecticus melanurus
Ptecticus melanurus är en tvåvingeart som beskrevs av Walker 1848. Ptecticus melanurus ingår i släktet Ptecticus och familjen vapenflugor. Inga underarter finns listade i Catalogue of Life.